# Camilo Nogueira da Gama
Camilo Nogueira da Gama (Cataguases, 18 de abril de 1899 – Brasília, 9 de julho de 1976) foi um professor, advogado, jornalista, servidor público e político brasileiro.

## Biografia
Filho de Luiz Otaviano Nogueira da Gama e Eliza Rodrigues Gama, estudou nas escolas Grupo Escolar de Cataguazes e Ginásio de Cataguazes. Em 1925, se formou advogado com Bacharelado em Direito pela Universidade Federal do Rio de Janeiro em 1925.
Foi procurador público interino no Rio de Janeiro (1925-1935), advogou para o Banco do Brasil (1935-1942) e a partir de junho de 1953, foi chefe de gabinete do Ministro da Fazenda Osvaldo Aranha.
Em maio de 1953, passou a ser membro do conselho de administração da Caixa de Mobilização Bancária (Camob), que pertencia ao Ministério da Fazenda. Com o suicídio de Getúlio Vargas, em 1954, Osvaldo Aranha foi afastado do órgão, o que fez com que Camilo deixasse o cargo. Ainda no mesmo ano, foi nomeado representante do Ministério da Fazenda junto ao Conselho Nacional do Petróleo (CNP).
Entre 1926 e 1930, foi vereador no Rio de Janeiro. Em outubro de 1954, foi eleito deputado federal por Minas Gerais representando o Partido Trabalhista Brasileiro (PTB), e assumiu a cadeira em 1955. Em 1959, virou presidente do PTB e no ano seguinte, tornou-se vice-líder da maioria na Câmara dos Deputados. Ainda em 1960, assumiu o cargo do senador Lúcio Bittencourt, que faleceu em 1955, e estava sendo ocupado pelo suplente João Lima Guimarães, que também faleceu.
Apoiado pela coligação do PTB com o Partido Socialista Brasileiro (PSB) e o Partido Social Progressista (PSP), foi reeleito como senador de Minas Gerais em 1962, mesmo ano em que assumiu a vice-liderança do PTB no Senado e foi delegado do Brasil na XIV Sessão do Acordo Geral sobre Tarifas e Comércio, em Genebra, na Suíça. Foi vice-presidente do Senado entre 1963 e 1965.
Após o Ato Institucional nº 2, que extinguiu os partidos políticos da época, e com a instauração do bipartidarismo, passou a fazer parte do Movimento Democrático Brasileiro (MDB), partido que se opunha ao regime militar da época, criado em 1966, do qual logo se tornou presidente.
Em setembro do mesmo ano, incentivou a criação da Frente Ampla, grupo político iniciado por Carlos Lacerda, ex-governador do estado da Guanabara, do qual também faziam parte os ex-presidentes Juscelino Kubitschesk e João Goulart, que também lutava contra o regime militar.
Em 1968, afastou-se do cardo de vice-presidente do Senado. Não conseguiu se reeleger em 1970, e após encerrar o mandato em janeiro de 1971, deixou o cargo de presidente do MDB em Minas Gerais. Em 1974, retornou à política e foi eleito deputado federal pelo MDB. Assumiu o cargo em 1975 e no mesmo ano, tornou-se vice-presidente da Comissão de Constituição e Justiça e presidente da Comissão de Finanças da Câmara.
Faleceu em 9 de julho de 1976, em Brasília, durante o exercício de seu mandato, vítima de uma broncopneumonia.
Fundou com sua esposa, a Professora Hilda Guerra, o "Gymnasio Macahense", primeiro com curso secundário no município de Macaé (RJ).
Escreveu os livros Penhor Rural, Dívidas dos Pecuaristas, Contratos e Operações Bancárias e Cédulas de Crédito Rural.
Há três ruas registradas com o nome de Camilo Nogueira da Gama, uma no bairro do Botafogo na cidade de Macaé, no estado do Rio de Janeiro, outra na cidade de Conceição do Rio Verde, em Minas Gerais, e outra no bairro Vila Rezende, na cidade de Cataguases, no estado de Minas Gerais.